# Пристань (Ивдельский муниципальный округ)
Пристань — посёлок в Свердловской области России, административно подчинённый городу Ивделю. Входит в Ивдельский муниципальный округ.

## Географическое положение
Посёлок Пристань расположен в 26 километрах (по автотрассе в 33 километрах) к северу от города Ивделя, в лесной местности, на правом берегу реки Лозьвы, в устье правого притока — реки Большой Умпии. В трёх километрах к югу от Пристани расположен железнодорожный тупик Серов — Полуночное. В окрестностях посёлка, на правом берегу Лозьвы, расположен геологический природный памятник — Лозьвинская Пристань, обнажение горных пород.

## История
В мае 2020 года внесён законопроект об упразднении посёлка.
В 1951 году в нескольких километрах к востоку от посёлка располагался 4 отдельный лагерный пункт Ивдельлага, на 812 заключённых.

## Население
| 2002 | 2010 |
| ---- | ---- |
| 0    | →0   |